# Раздольное (Невельский городской округ)
Раздо́льное — село в Невельском городском округе Сахалинской области России.

## География
Село находится на берегу реки Ясноморка, на расстоянии 9 км к северо-востоку от города Невельск, административного центра округа.

## История
До 1945 года принадлежало японскому губернаторству Карафуто и называлось Окосава (яп. 阿幸沢). После передачи Южного Сахалина СССР селу 15 октября 1947 года возвращено старое русское название.

## Население
| 2002 | 2010 | 2013 | 2021 |
| ---- | ---- | ---- | ---- |
| 72   | ↘43  | ↘42  | ↘22  |

### Половой состав
Согласно результатам переписи 2002 года, в селе проживало 72 человека (33 мужчины и 39 женщин).

### Национальный состав
Согласно результатам переписи 2002 года, в национальной структуре населения русские составляли 93 % из 72 чел.

## Улицы
В селе имеется одна улица — Раздольная.